# Dardo (1930)
Dardo, później TA 31 – włoski niszczyciel z okresu międzywojennego i II wojny światowej, główny okręt typu Dardo. Nosił znaki burtowe DR i DA. Zbudowany w Genui we Włoszech, zwodowany w 1930 roku, wszedł do służby w marynarce włoskiej Regia Marina w 1932 roku. Walczył podczas wojny na Morzu Śródziemnym. Po zatonięciu w porcie we wrześniu 1941 roku był remontowany do chwili kapitulacji Włoch. Zdobyty w 1943 roku przez Niemcy, został wcielony w 1944 roku do służby w Kriegsmarine pod oznaczeniem TA 31. Został samozatopiony w Genui 24 kwietnia 1945 roku.
Uzbrojenie stanowiły cztery armaty kalibru 120 mm w zdwojonych stanowiskach i sześć wyrzutni torped oraz małokalibrowa artyleria przeciwlotnicza, której skład był zmienny. Jego wyporność standardowa wynosiła 1220 ton, a pełna około 2000 ton. Napęd stanowiły turbiny parowe, prędkość projektowa wynosiła 38 węzłów, lecz realna podczas wojny około 30 węzłów.

## Projekt i budowa
„Dardo” był okrętem prototypowym typu czterech włoskich niszczycieli, nazwanego od niego typem Dardo (znanego także jako typ Freccia). Zostały zaprojektowane jako niszczyciele średniej wielkości, stanowiące rozwinięcie typu Turbine, dysponujące większą prędkością i zasięgiem pływania. Ich uzbrojenie stanowiły również cztery armaty kalibru 120 mm w podwójnych stanowiskach, ale nowszego modelu, o dłuższej lufie i większej donośności. Widoczną zmianą stało się zastosowanie jednego szerokiego komina zamiast dwóch, przez co stały się pierwszymi włoskimi niszczycielami o charakterystycznej dla późniejszych konstrukcji jednokominowej architekturze.
„Dardo” został zamówiony razem z pozostałymi okrętami typu w ramach programu na 1928/1929 rok. Zbudowano go wraz z bliźniaczym „Strale” w stoczni Odero w Sestri Ponente (część Genui), będącej autorem projektu, która w toku budowy została przekształcona w konsorcjum OTO (Odero-Terni-Orlando). Stępkę pod jego budowę położono jako pierwszego okrętu typu 23 stycznia 1929 roku, a wodowany był 6 września 1930 roku, jako drugi po bliźniaczym „Freccia”. Cena kontraktowa wynosiła 14,45 mln lirów. 16 października 1931 roku „Dardo” odbył próby morskie (również po „Frecci”). Na próbach okręt nie osiągnął mocy projektowej, ale został zaakceptowany z uwagi na przekroczenie prędkości projektowej. Nazwa „Dardo” oznaczała rodzaj strzały. Otrzymał znak burtowy od skrótu nazwy: DR, zmieniony we wrześniu 1938 roku na DA (po przypisaniu pierwotnego znaku niszczycielowi „Nicoloso da Recco”). Dewizą okrętu było: Perche sicuro scocchi.

## Skrócony opis

### Opis ogólny
Niszczyciele typu Dardo miały stalowy kadłub z podwyższonym pokładem dziobowym. Sylwetka okrętów wyróżniała się pojedynczym szerokim kominem i zastosowaniem dwóch dwudziałowych stanowisk armat na pokładzie dziobowym i nadbudówce rufowej. Wyporność standardowa wynosiła 1220 ton, normalna 1782 tony, a pełna 1992 tony. Podczas wojny, po modernizacjach uzbrojenia i wyposażenia wyporność pełna okrętów sięgała ok. 2200 ton. Długość całkowita „Dardo”  wynosiła 95,95 m, a na linii wodnej 94,5 m, natomiast szerokość wynosiła 9,75 m. Zanurzenie wynosiło 2,9 m przy wyporności standardowej i 4,3 m przy pełnej.
Załoga etatowo składała się początkowo ze 165 osób, w tym 6 oficerów. Podczas wojny liczebność załogi rosła do ponad 210 osób.
Okręty typu Dardo były napędzane przez dwa zespoły turbin parowych z przekładniami, zasilane przez trzy kotły wodnorurkowe o ciśnieniu roboczym 22 atmosfer, poruszające dwie trzyłopatowe śruby. Kotły i turbiny były wyprodukowane przez stocznię budującą okręt. Moc projektowa wynosiła 44 000 KM. Na próbach „Dardo” rozwinął moc średnią tylko 42 885 KM (niewykluczony był błąd pomiaru). Projektowa prędkość maksymalna wynosiła 38 węzłów i na próbach „Dardo” osiągnął 38,83 węzła, ale w stanie lekkim przy wyporności 1367 ton. Typowo okręty tego typu w realnych warunkach rozwijały podczas służby prędkość nie większą niż 34 węzły, która u progu II wojny światowej na skutek zużycia mechanizmów spadła do 30–31 węzłów. Normalny zapas paliwa płynnego wynosił 200–430 ton, a pełny 590–640 ton. Zasięg wynosił początkowo 4600 mil morskich przy prędkości 12 węzłów, 3780 Mm przy 18 węzłach, 1970 Mm przy 25 węzłach lub 680 mil przy 32 węzłach.

### Uzbrojenie i jego zmiany
Główną artylerię stanowiły cztery armaty kalibru 120 mm Ansaldo model 1926 o długości lufy L/50 (50 kalibrów). Podwójne podstawy dział z maskami ochronnymi umieszczone były na pokładzie dziobowym i na niskiej nadbudówce na rufie. Kąt podniesienia lufy wynosił do +45°. Działa strzelały pociskami przeciwpancernymi o masie 23,4 kg, burzącymi lub zapalającymi o masie 22,8 kg i oświetlającymi. Strzelały one na odległość do ok. 19 km. Amunicja była rozdzielnego ładowania, przy czym ładunek miotający umieszczony był w łusce. Teoretycznie szybkostrzelność wynosiła do 7–8 strzałów na minutę, lecz w praktyce wynosiła ok. 6 (salwy co 10 sekund). Zapas amunicji wynosił etatowo 800 pocisków (200 na lufę). W latach 1933–1934 na okrętach tego typu ustawiono także dwie haubice kalibru 120 mm OTO model 1933 o długości lufy L/15, przeznaczone tylko do wystrzeliwania pocisków oświetlających podczas walk nocnych. Umieszczone były na obu burtach na końcu pokładu dziobowego, przed jego uskokiem. Zdemontowano je jednak w styczniu 1941 roku.
Uzbrojenie przeciwlotnicze początkowo stanowiły dwa działka automatyczne kalibru 40 mm Vickers-Terni model 1917 o długości lufy L/39, na podstawach model 1930, umieszczone po obu burtach na pokładzie górnym za kominem. Uzupełniały je cztery karabiny maszynowe kalibru 13,2 mm Breda, podwójnie sprzężone w dwóch stanowiskach na skrzydłach dachu nadbudówki dziobowej. Okręty miały też dwa karabiny maszynowe kalibru 8 mm Breda na przenośnych lawetach. W styczniu 1941 roku „Dardo” poddano modernizacji uzbrojenia, zdejmując karabiny maszynowe 13,2 mm, zamiast których montowano sześć działek automatycznych 20 mm Breda model 1935 L/65 (dwie podwójne podstawy na końcach pokładu dziobowego zamiast haubic 120 mm i dwa pojedyncze w miejscu wkm-ów 13,2 mm). Pod koniec 1941 roku zdjęto także działka 40 mm i dalmierz na śródokręciu, na platformie którego dodano podwójne działko 20 mm. Na przełomie 1942/1943 roku na „Dardo” dodano dwie pojedyncze armaty automatyczne kalibru 37 mm Breda M.39 L/54 na platformie w miejscu rufowego aparatu torpedowego. Dodano ponadto wówczas trzy pojedyncze działka 20 mm Breda: dwa na pokładzie rufowym i jedno na platformie za kominem nad kożuchem przewodów dymowych, podnosząc ich liczbę do 11. W służbie niemieckiej zamieniono działko 20 mm za kominem na działko kalibru 37 mm.
Uzbrojenie torpedowe stanowiło sześć wyrzutni torpedowych kalibru 533 mm w dwóch potrójnych aparatach torpedowych na pokładzie na śródokręciu. W latach 1941–1942 stanowiska celowniczych osłonięto ekranami przeciwbryzgowymi. Na przełomie 1942/1943 roku na „Dardo” zdjęto rufowy aparat torpedowy, wzmacniając uzbrojenie przeciwlotnicze. Dopiero od 1937 roku okręty typu Dardo zaczęły być wyposażane w dwie zrzutnie bomb głębinowych na rufie (na trzy bomby o masie 100 kg albo sześć o masie 50 kg każda). Wszystkie okręty były wyposażone w demontowane tory minowe na pokładzie, na których można było zabierać do 54 min kotwicznych typu Bollo, co jednak w praktyce nie było stosowane z uwagi na pogorszenie stateczności. Okręty typu Dardo były ponadto wyposażone w dwa trały typu C z żurawikami do ich obsługi na rufie. Trały były demontowane na początku 1942 roku.

### Wyposażenie
System kierowania ogniem obejmował przede wszystkim dalocelownik SDT na dachu nadbudówki dziobowej, z dwoma stereoskopowymi dalmierzami optycznymi o bazie 3 m i celownikiem APG. Na platformie przed masztem, mieszczącej stanowisko starszego oficera artyleryjskiego, znajdował się inklinometr służący do oceny kąta kursowego celu. Platforma ta została usunięta w służbie niemieckiej w 1944 roku. Na pokładówce na śródokręciu był trzeci rezerwowy dalmierz 3-metrowy, demontowany podczas wzmacniania uzbrojenia przeciwlotniczego w latach 1941–1942. Okręt miał jeden reflektor o średnicy 90 cm na platformie nad stanowiskiem obserwacyjnym na nadbudówce dziobowej.
Okręty typu Dardo wyposażone były w radiostacje do łączności telegraficznej, z anteną rozciągniętą między masztem dziobowym i rufowym. Podczas remontu w 1942 roku usunięto na „Dardo” maszt rufowy, mocując antenę do wytyków z tyłu komina. Od końca lat 30. wyposażano je też w radiostacje RM.4 krótkiego zasięgu do łączności fonią, z antenami na mostku. Część okrętów otrzymała wówczas radionamierniki.
Do wykrywania okrętów podwodnych służył tylko szumonamiernik. Podczas wojny „Dardo” otrzymał w lutym 1943 roku hydrolokator. Latem 1943 roku „Dardo” jako jedyny okręt typu został wyposażony we włoski radar EC-3/ter Gufo, montowany na platformie w miejscu reflektora. W służbie niemieckiej radar zamieniono na FuMO-21.
W skład wyposażenia ponadto wchodziła aparatura do stawiania parowej zasłony dymnej montowana w kominie oraz generatory chemiczne zasłony dymnej na rufie.

### Malowanie
Początkowo niszczyciele były malowane w części nadwodnej na kolor jasny popielatoszary, z ciemnoszarym pokładem, a część podwodna była malowana na ciemnnozielono. Na burtach w okolicy dział dziobowych i na rufie malowano na czerwono litery identyfikacyjne. Na początku wojny, od lipca 1940 roku na pokłady na dziobie naniesiono biało-czerwone skośne pasy dla identyfikacji z powietrza. Po remoncie w czerwcu 1943 roku „Dardo” otrzymał kontrastowy kamuflaż, z ostrych plam ciemnoszarych i jasnych popielatoszarych, z elementami brudnobiałymi.

## Służba

### Okres międzywojenny

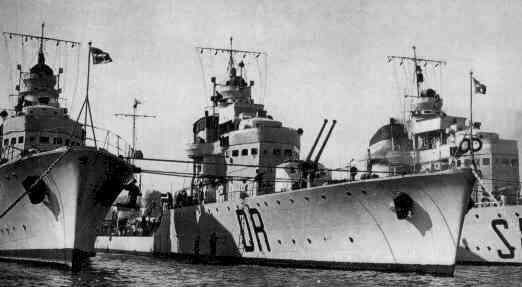
„Strale”, „Dardo” i „Saetta” przed 1938 rokiem

„Dardo” wcielono do służby w Regia Marina 25 stycznia 1932 roku. Razem z innymi okrętami tego typu był przydzielony do 7. dywizjonu (squadriglia) niszczycieli. Podczas hiszpańskiej wojny domowej pełnił służbę na wodach Hiszpanii, biorąc udział w „patrolach neutralności”, a faktycznie wspierając nacjonalistów. W listopadzie 1936 roku patrolował w Cieśninie Sycylijskiej w celu przechwytywania statków z bronią dla republiki. Dowódcą był wtedy kmdr por. Carmine D’Arienzo. Patrolował tam również w ramach blokady morskiej w związku z podjęciem ofensywnych działań przeciw żegludze latem 1937 roku. Jesienią 1937 roku niszczyciele 7. dywizjonu operowały na krótko na Morzu Czerwonym w celu wspierania działań przeciwko powstańcom w Etiopii i złożyły wizytę w Jemenie.

### II wojna światowa

#### 1940 rok
Po przystąpieniu Włoch do II wojny światowej w czerwcu 1940 roku „Dardo” wchodził nadal w skład 7. dywizjonu niszczycieli bazującego w Tarencie i przydzielonego do 5. dywizjonu okrętów liniowych. Dowódcą był wówczas kmdr ppor. Bruno Salvatori. Wziął udział w pierwszej fazie bitwy koło przylądka Stilo, wychodząc 7 lipca 1940 roku w morze w eskorcie pancerników „Conte di Cavour” i „Giulio Cesare”. Przed głównym starciem jednak, 9 lipca przed południem na skutek niesprawności maszyn „Dardo” i „Strale” zostały odesłane do portu w Tarencie. „Dardo” z 7. dywizjonem ponownie eskortował te pancerniki podczas operacji 30 sierpnia – 1 września i 7–8 września, bez starć z nieprzyjacielem. 27 listopada „Dardo”, „Freccia” i „Saetta” eskortowały pancernik „Giulio Cesare” podczas starcia koło przylądka Spartivento.

#### 1941 rok
W styczniu 1941 roku „Dardo” poddano modernizacji uzbrojenia przeciwlotniczego. Od początku tego roku, w związku z wycofaniem starszych pancerników do II linii, wszystkie niszczyciele typu Dardo zostały skierowane do zadań osłony konwojów między Włochami a Afryką, przydzielone do grupy niszczycieli eskortowych. 27 marca 1941 roku „Dardo” wyszedł w eskorcie konwoju pięciu niemieckich transportowców z Neapolu do Trypolisu, atakowanego 28 marca wieczorem przez brytyjski okręt podwodny HMS „Utmost”, który zatopił statek „Heraklea” i uszkodził „Ruhr”, odholowany następnie przez „Dardo” do Trapani.
W kolejnych miesiącach między innymi „Dardo” eskortował od 7 kwietnia konwój do Trypolisu, który doszedł bez strat, podobnie jak kolejny konwój pięciu statków w dniach 11–14 kwietnia, atakowany po drodze przez lotnictwo brytyjskie. 17 kwietnia „Dardo” brał udział w ratowaniu rozbitków z konwoju „Tarigo”, rozbitego dzień wcześniej przez brytyjskie niszczyciele. W dniach 16–18 sierpnia „Dardo” eskortował konwój sześciu statków z Neapolu do Trypolisu, spośród których „Maddalena Odero” został storpedowany 17 sierpnia przez brytyjski samolot z Malty (później zatopiony). 1 września „Dardo” wypłynął w eskorcie kolejnego konwoju pięciu statków do Trypolisu, lecz 3 września w nocy statek „Andrea Gritti” został zatopiony, a drugi uszkodzony przez niewykryte samoloty torpedowe Fairey Swordfish z Malty. „Dardo” odholował następnie uszkodzony statek „Francesco Barbaro” do Mesyny.
19 września, podczas ataku na kolejny konwój do Trypolisu eskortowany przez „Dardo”, brytyjski samolot uszkodził statek „Col di Lana”. Po powrocie, 23 września 1941 roku w porcie w Palermo „Dardo”, z pustymi zbiornikami paliwa, utracił stateczność i przewrócił się przez prawą burtę, przy czym zginęło 40 osób załogi.

#### 1942–1943 – remont
Dopiero w lutym 1942 roku „Dardo” został podniesiony i przeholowany do Genui do remontu, rozpoczętego 22 marca i trwającego ponad rok. Wzmocniono na nim w tym czasie uzbrojenie przeciwlotnicze wzorem pozostałych okrętów typu, oraz zainstalowano hydrolokator. W 1943 roku został formalnie przeniesiony w skład 15. dywizjonu niszczycieli, po rozwiązaniu 7. dywizjonu. Latem 1943 roku okręt wyposażono ponadto w radar EC-3/ter Gufo. „Dardo” powrócił do służby po remoncie 16 czerwca 1943 roku, ale już 23 lipca doszło na nim do wybuchu w turbinie parowej, po czym powrócił na remont w Genui. Tam 9 września 1943 roku, po kapitulacji Włoch, został zdobyty przez wojska niemieckie.
We włoskiej służbie podczas wojny okręt 89 razy wychodził w morze i przepłynął 33 952 mile morskie w czasie 2156 godzin w morzu – najmniej spośród okrętów swojego typu, z uwagi na długotrwały remont. W tym, 7 razy wychodził w celu eskorty okrętów, 27 razy w celu konwojowania i 6 razy na poszukiwanie okrętów podwodnych.

### W służbie niemieckiej 1944–1945
18 czerwca 1944 roku niszczyciel został wcielony po dalszym remoncie do niemieckiej Kriegsmarine, pod oznaczeniem TA 31 (od Torpedoboot Ausland – torpedowiec pochodzenia zagranicznego). Niemcy przebudowali przy tym nieco nadbudówki i zainstalowali własny radar FuMO-21. Wyeksploatowana siłownia stwarzała jednak problemy w eksploatacji, przy braku części, i TA 31 jedynie dwa razy wyszedł bojowo w morze. W nocy na 31 sierpnia 1944 roku wraz z TA 24, TA 29 i TA 32 ostrzelał amerykańskie pozycje na brzegu, lecz po tym musiał powrócić do La Spezii w celu napraw.
25 października 1944 roku TA 31 został wycofany z czynnej służby, a następnie rozbrojony. 24 kwietnia 1945 roku został samozatopiony przez Niemców w doku nr 4 w Genui, przy ich odejściu z miasta, zanurzając się od śródokręcia pod wodę. W 1946 roku wrak został złomowany.